# Steinberg (supermarché)
Pour les articles homonymes, voir Steinberg.
Steinberg (Steinberg's jusqu'en 1961) est une entreprise québécoise en activité de 1917 à 1992 qui opère des supermarchés, des magasins à rayons et un parc immobilier.

## Histoire
Les supermarchés Steinberg débutent par une épicerie en 1917 à Montréal par une immigrante juive-hongroise, Ida Steinberg. Ses cinq fils, menés par Samuel Steinberg, font évoluer la compagnie d'une minuscule épicerie sur le boulevard Saint-Laurent dans l'ancien quartier juif, à la plus grande et la plus populaire chaîne d'épiceries du Québec,.

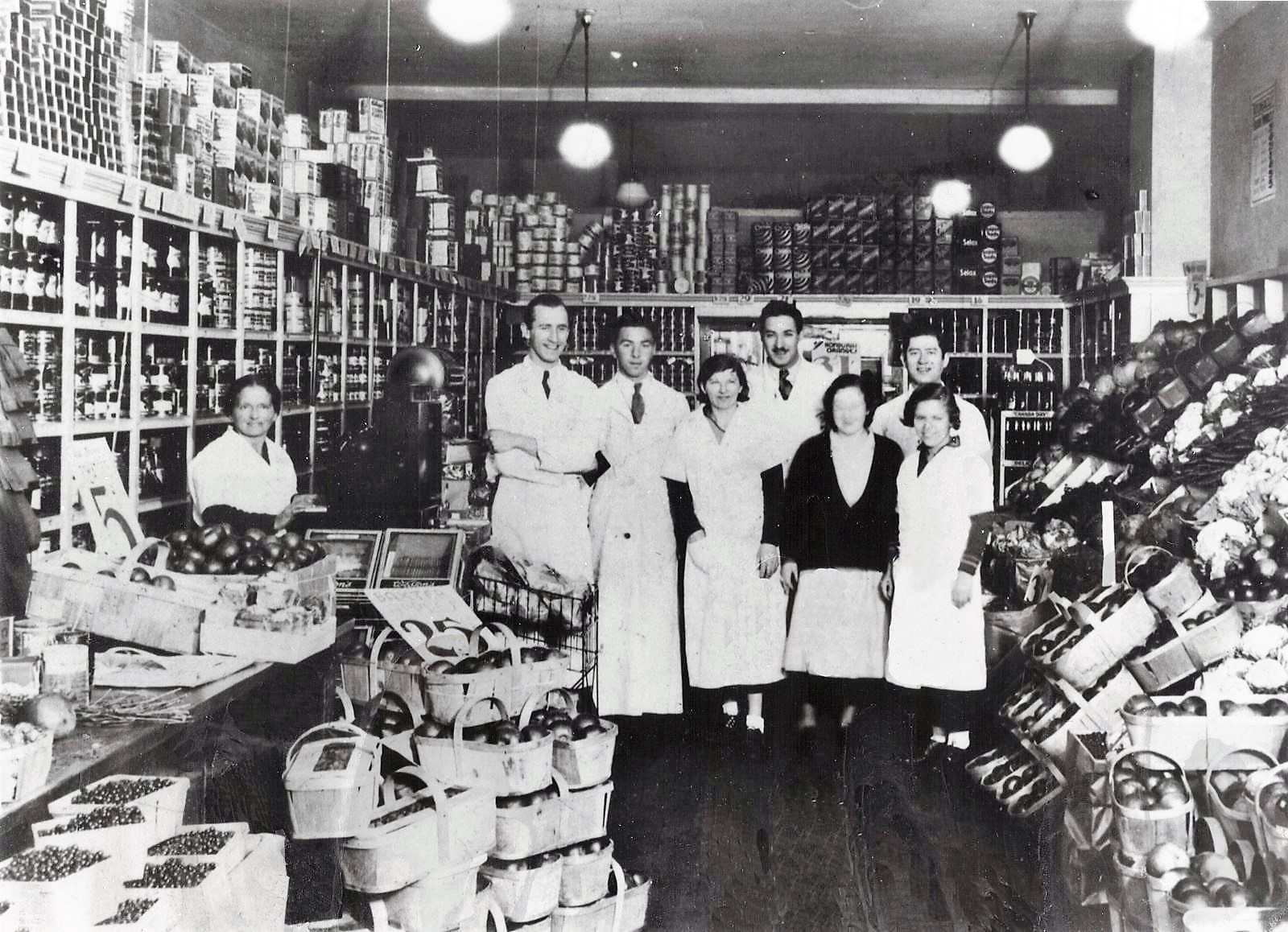
Début à Montréal
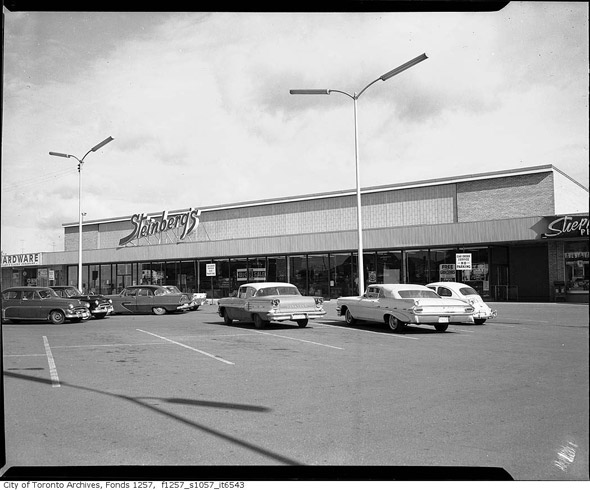
Toronto

Elle est la première à exploiter, dès 1934, le concept du supermarché au Québec, avec des expansions en Ontario (principalement dans la région d’Ottawa) et à certains endroits au Nouveau-Brunswick. Steinberg s'intéresse par la suite au marché immobilier sous l’appellation Ivanhoe Investments et a été propriétaire de plusieurs centres commerciaux.
Conformément à la pression croissante de la langue française au Québec, Steinberg's abandonne les
«s» possessifs de son nom pour devenir «Steinberg» en 1961. Cela est accompagné de l'introduction d'un nouveau logo comme indiqué au-dessus de cet article (le logo précédent était composé de la signature personnelle de Sam Steinberg). Malgré le changement, la chaîne a continue à être qualifiée de «Steinberg's» auprès du public anglophone et des médias tout au long de son histoire et au-delà.
De 1961 à 1992, Steinberg possède et gère également une chaîne de grands magasins à rabais, nommée Miracle Mart (dirigée par la fille de Samuel, Mitzi) et plus tard rebaptisée M.
Société Supermarchés Montréal implanté en France de 1967 a cessation d'activité en 1969 basé à Chambourcy

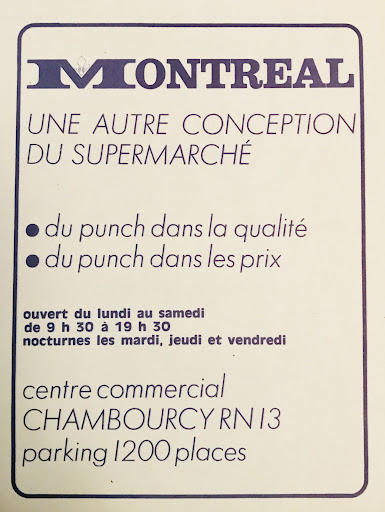
supermarché montreal

### Difficultés financières (années 1970–1989)
Pendant plusieurs décennies, et jusqu’à la fin des années 1980, Steinberg est la plus grande chaîne d'épiceries au Québec. On trouve des magasins dans presque tous les quartiers de l’île de Montréal et ses concurrents étaient par exemple Provigo et Métro. Samuel Steinberg est l’un des premiers employeurs à réclamer le bilinguisme anglais-français de tous ses employés, ce qui contribue à la suprématie de l'entreprise. La compagnie devient si populaire auprès des Québécois que l’expression « faire son Steinberg » devient synonyme de « faire ses courses », peu importe dans quelle chaîne d'épiceries,. La chaîne se développe en Ontario, au-delà de la région d’Ottawa, utilisant généralement les enseignes Miracle Food Mart (en) et Ultra Food & Drug pour ses épiceries ontariennes ailleurs que dans l’est ontarien. En 1961, la chaîne s'associe aux entreprises Woodward pour créer une chaîne de magasins à rayons bon marché. À cause d'un conflit dans les cultures des deux entreprises, Steinberg rompt le partenariat pour créer sa propre chaîne de magasins à rabais, Miracle Mart, qui deviendra « Les Magasins M » entre 1985 et 1987.

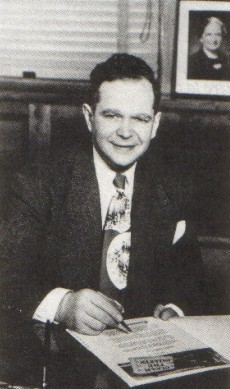
Sam Steinberg

Les problèmes commencent pour la compagnie après le décès de Samuel en 1978. Le laisser-aller des négociations avec le syndicat et l’absence de plan de succession marquent le début du déclin de la compagnie. Les choses s’enveniment rapidement quand une lutte de pouvoir s’engage entre la fille de Samuel, Mitzi, son mari Mel Dobrin, sa fille Marilyn Steinberg Cobrin et son autre fille Evelyn Steinberg.
Entre 1981 et 1986, Steinberg tente sa chance dans les entrepôts d'alimentation à rabais sous la marque Jadis. 
À la fin des années 1980, l’augmentation des coûts et la concurrence de plus en plus féroce, particulièrement par Provigo et Metro, ont des conséquences néfastes. En 1988, Steinberg doit se restructurer et fermer bon nombre de magasins. Face aux faibles rendements de leurs placements, les sœurs Steinberg retirent leur capital de l'entreprise et celle-ci est finalement mise aux enchères en janvier 1988. La chaîne ontarienne Loblaws tente d’abord d’acquérir Steinberg, une tentative bloquée par le Gouvernement du Québec.

### Démantèlement et faillite (1989–1992)
Le 22 août 1989, la compagnie est rachetée par la Caisse de dépôt et placement du Québec et Socanav, une société d’expédition maritime n’ayant aucune expérience dans la grande distribution. Steinberg, dirigée par Socanav, sombre en quelques années. En mai 1992, Steinberg déclare faillite. Loblaws tente d’acheter la chaîne de nouveau. L'entreprise ontarienne est déjouée une deuxième fois par le gouvernement québécois qui s’arrange pour que Steinberg soit rachetée par ses deux principaux concurrents : Métro Richelieu et Provigo. Provigo vend par la suite 25 magasins Steinberg à IGA (Hudon et Deaudelin). Les magasins Steinberg sont progressivement convertis par Métro, Provigo et IGA. Les magasins ontariens The Miracle Food Mart et Ultra Food & Drug sont vendus à A&P Canada, qui les renomme Dominion Store (en) comme ses autres magasins. La chaîne Provigo est plus tard rachetée par Loblaws en 1998.
Bien qu'aujourd'hui l'empire de Sam Steinberg ne soit plus qu'une chose du passé, son entreprise Ivanhoe, achetée par la Caisse de dépôt et placement du Québec, opérant maintenant sous le nom Ivanhoé Cambridge, est encore en opération aujourd'hui.

### Sponsor
Équipe de football Paris Saint-Germain : 1972 – 1973 avec la marque Montreal.